# دلثمة مسلحة
دَلْثَمَة مُسَلَّحَة أو سمكة الزوجة العجوزة (الاسم العلمي: Enoplosus armatus)، نوع سمك من رتبة الفرخيات المتوطنة في المياه الساحلية المعتدلة لأستراليا. هو النوع الوحيد الحديث في فصيلة الدلثميات. أعطانها بحار البلاد الحارة. لحمها متوسط الصنف مأكول.